# Jackie Selebi
Jacob Sello Selebi (Johannesburg, 7 de març de 1950 - Pretòria, 23 de gener de 2015), també conegut com a Jackie Selebi, va ser un mestre i polític sud-africà membre del Congrés Nacional Africà, comissari nacional del Servei de Policia de Sud-àfrica i president de la Interpol. El gener de 2008 Selebi va ser acusat de corrupció a Sud-àfrica natal, i va dimitir com a màxim responsable de la policia sud-africana i d'Interpol. Va ser declarat culpable el 2 de juliol de 2010 i condemnat a 15 anys de presó el 3 d'agost de 2010. Va morir el 2015.
Selebi va néixer el 1950 a Johannesburg, i fou mestre d'història al Soweto dels anys 70. Va ser un destacat activista anti-apartheid, essent detingut dos cops. Va estar exiliat a Zàmbia i la Unió Soviètica, on va rebre formació militar. Va ser representant de la Federació Mundial de la Joventut Democràtica entre 1983 a 1987. El 1987 va ser elegit cap de la Lliga Juvenil del Congrés Nacional Africà (ANC), així com membre del Comitè Executiu Nacional. El 1991 va tornar a Sud-àfrica, i el 1994 va ser elegit diputat de l'Assemblea Nacional. Fou ambaixador sud-africà i representant permanent a les Nacions Unides (1995-1998), director general del Ministeri d'Afers Exteriors de Pretòria (1998-1999), rebent el Premi de Drets Humans del Servei Internacional pels Drets Humans.
L'any 2000, va ser nomenat comissari nacional del Servei de Policia de Sud-àfrica, càrrec que va ocupar fins al 2009. Durant aquest temps, va ser elegit vicepresident de la Interpol (regió africana) el 2002, càrrec que va ocupar fins al 2004. El 2004 va ser elegit president de la Interpol, càrrec que va ocupar fins al 2008. Va dimitir dels seus càrrecs quan va ser acusat de rebre suborns del narcotraficant sud-africà Glenn Agliotti, acusació que el va portar a judici i a ésser condemnat a 15 anys de presó l'any 2010. El seu recurs a la sentència va ser rebutjat per unanimitat del Tribunal Suprem d'Apel·lació el 2 de desembre de 2011, però va ser posat en llibertat condicional per motius de salut el juliol de 2012. El 23 de gener de 2015, Selebi va morir d'un vessament cerebral, segons funcionaris sud-africans.